# Ujed anđela (1984.)
Ujed anđela, hrvatski dugometražni film iz 1984. godine.